# Carency
Carency ist eine französische Gemeinde mit 820 Einwohnern (Stand 1. Januar 2022) im Département Pas-de-Calais in der Region Hauts-de-France; sie gehört zum Arrondissement Lens, zum Kanton Bully-les-Mines und zur Communauté d’agglomération de Lens-Liévin.

## Lage
Die Gemeinde Carency liegt im Osten des Artois am Südwestrand des Nordfranzösischen Kohlereviers, zehn Kilometer südwestlich von Lens und zehn Kilometer nordnordwestlich von Arras.

## Geschichte
Die Herrschaft Carency wurde im 14. Jahrhundert einer jüngeren Linie des Hauses Bourbon gegeben, die sich nach ihr bald „Prince de Carency“ nannten.

## Bevölkerungsentwicklung
| Jahr                       | 1962 | 1968 | 1975 | 1982 | 1990 | 1999 | 2006 | 2014 | 2022 |
| -------------------------- | ---- | ---- | ---- | ---- | ---- | ---- | ---- | ---- | ---- |
| Einwohner                  | 491  | 507  | 525  | 552  | 711  | 668  | 711  | 727  | 820  |
| Quellen: Cassini und INSEE |      |      |      |      |      |      |      |      |      |

## Sehenswürdigkeiten

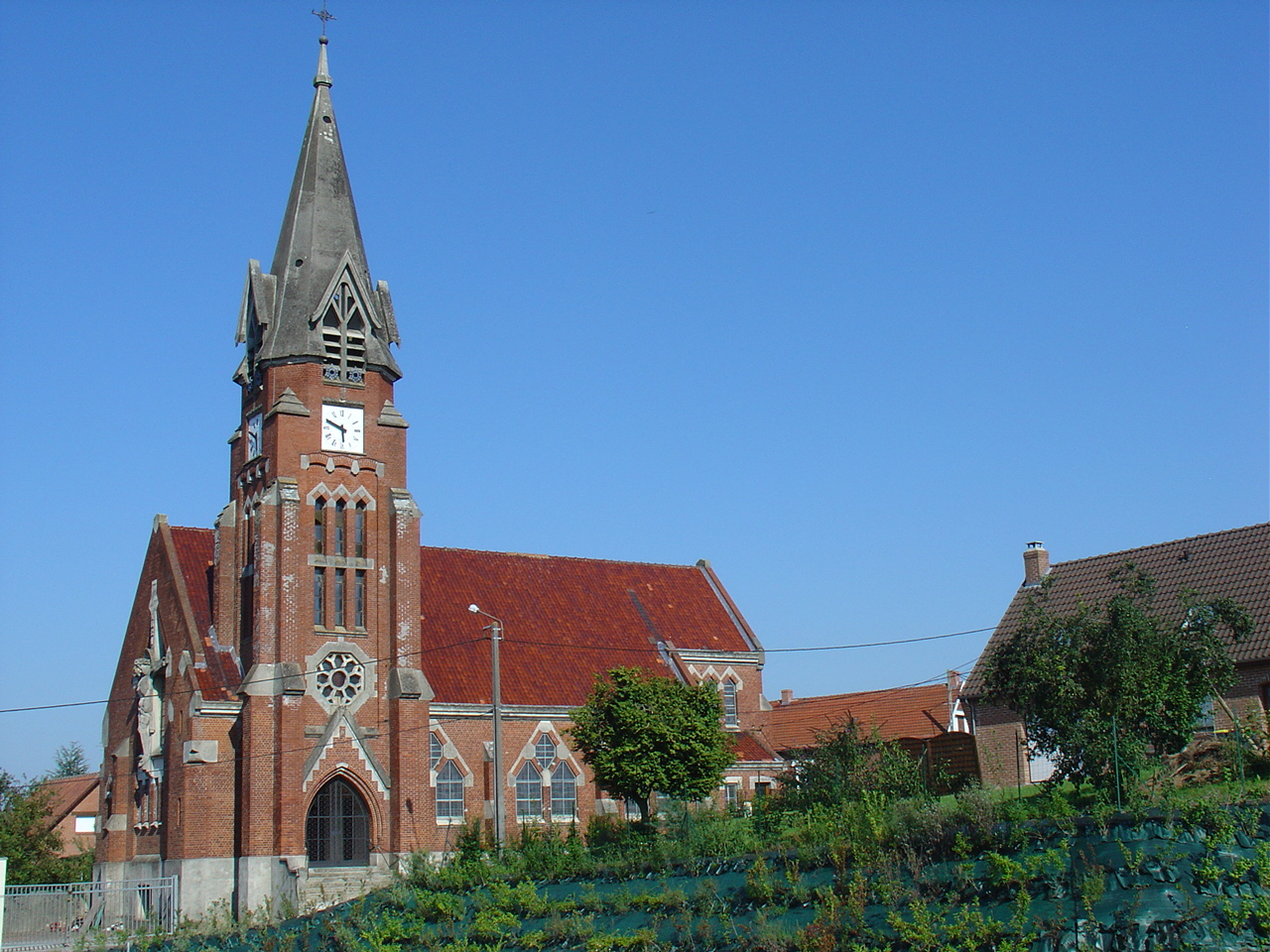
Kirche Saint-Aignan

- Kirche Saint-Aignan

## Persönlichkeiten
François Faber (1887–1915), Sieger der Tour de France 1909, fiel während des Ersten Weltkriegs bei Kämpfen um Carency am 9. Mai 1915.